# Beth Simone Novecková
Beth Simone Novecková je bývalá zástupkyně ředitele odboru informačních technologií vlády USA a vedoucí iniciativy pro otevření vládnutí prezidenta Obamy (Open Government Initiative). Novecková je považována za expertku na technologie a institucionální inovace.
V roce 2011 vydala knihu Wiki Government: How Technology Can Make Government Better, Democracy Stronger, and Citizens More Powerful. Založila iniciativu Do tank.
Od května 2011 pracuje pro vládu Velké Británie.